# JASON Defense Advisory Group
Die JASON Defense Advisory Group, kurz JASON, ist eine unabhängige Gruppe von Universitätswissenschaftlern in den USA, die die Regierung in technologischen Fragen der nationalen Sicherheit beraten.

## Hauptteil
Sie wurde 1958/9 gegründet von Physikern wie Sidney Drell, Kenneth Watson, John Archibald Wheeler, Charles H. Townes und Marvin Leonard Goldberger, die aus einer jüngeren Generation als diejenigen stammen, die während des Krieges im Los Alamos National Laboratory oder am MIT-Radiation Lab zu Einfluss gelangten (wie Edward Teller und Robert Oppenheimer). Anfangs waren sie mit dem „Institute for Defense Analyses“ (IDA) verbunden, das 1957 als Denkfabrik für das Verteidigungsministerium und diverse Geheimdienste im Umfeld des MIT gegründet wurde.
JASON hat ungefähr 30 bis 60 Mitglieder und ist mit der MITRE-Corporation (eine Non-Profit-Organisation mit Sitz in McLean in Virginia, die wissenschaftliche Arbeiten für das Verteidigungsministerium durchführt) verbunden.
Finanziert wird die Arbeit von Jason durch das US-Verteidigungsministerium (DOD, Department of Defense) und dort häufig über die DARPA, die US-Navy, das Department of Energy (DOE) und verschiedene US-Geheimdienste. Die meisten Jason-Berichte sind geheim. Meist werden sie während eines jährlichen Treffens von Jason im Sommer erarbeitet. Beispiele für Berichte sind die Kommunikation mit U-Booten über extrem lange Wellenlängen (Project Sanguine, Project Seafarer), adaptive Optiken, Raketenabwehr, ein Bericht von 1979 die Vorhersage der CO2-globalen Erwärmung, Technologien zur Überprüfung nuklearer Tests und Urananreicherungsanlagen und während des Vietnamkriegs Systeme der elektronischen Einsatzüberwachung.

## Mitglieder
JASON-Mitglieder werden von diesen selbst gewählt und müssen einen hohen akademischen Standard erfüllen. Im Laufe der Zeit waren elf Nobelpreisträger und dutzende Mitglieder der National Academy of Sciences der USA unter ihnen.
Als das DARPA 2002 die Aufnahme von drei Mitgliedern erzwingen wollte, weigerte sich JASON und es kam zur Einstellung der Finanzierung durch die DARPA. Sie wurde allerdings durch eine andere Stelle des Verteidigungsministeriums Department of Defense (DOD) fortgesetzt.
Leiter von Jason war Roy Schwitters. Jason hat keine Liste ihrer Mitglieder veröffentlicht. Eine Mitgliedschaft ist nur bekannt, falls die Mitglieder dies selbst öffentlich bekannt machten, oder falls dies daraus gefolgert werden kann, dass sie einige der Berichte mitverfassten. Zu ihren Mitgliedern, zu denen viele Physiker aus dem Bereich der Elementarteilchenphysik zählten, gehörten neben den oben genannten demnach zeitweise u. a. Luis Walter Alvarez, James Bjorken, Keith Brueckner, Curtis Callan, Kenneth Case, Norman Christ, John M. Cornwall, John Conway, Roger Dashen, Freeman Dyson, Harold Furth, Richard Garwin, Val Fitch, Henry Foley, Michael Freedman, Edward Frieman, Donald A. Glaser, Peter Hagelstein, Paul Horowitz, Terry Hwa, Joseph B. Keller, Henry W. Kendall, George Kistiakowsky, Steven Koonin, Norman Kroll, Joshua Lederberg, Leon M. Lederman, Harold Lewis, Francis Low, Gordon J. F. MacDonald, Bernd Matthias, Elliott Montroll, Richard A. Muller, Walter Munk, David Nelson, William Nierenberg, Gerard Kitchen O’Neill, Wolfgang Panofsky, William H. Press, Burton Richter, Marshall Rosenbluth, Malvin Ruderman, Edwin Salpeter, Matthew Sands, John Robert Schrieffer, Charles P. Slichter, Paul J. Steinhardt, Sam Treiman, Steven Weinberg, Eugene Wigner, W. Hugh Woodin, Herbert York, Fredrik Zachariasen, George Zweig.

## Auswahl von Jason-Studien
- National Ignition Facility (NIF) (Juni 2005)
- Tactical Infrasound (Mai 2005)
- High Performance Biocomputation (März 2005)
- Sensors to Support the Soldier (Februar 2005)
- Horizontal Integration: Broader Access Models for Realizing Information Dominance
- Active Sonar Waveform, (Juni 2004)
- The Computational Challenges of Medical Imaging, (Februar 2004)
- Requirements for Advanced Simulation and Computing Program (ASCI), Oktober 2003
- Portable Energy for the Dismounted Soldier, Juni 2003
- Turbulent Boundary Layer Drag Reduction, Mai 2003
- High Power Lasers, April 2003
- Biodetection Architectures, Februar 2003
- Opportunities at the Intersection of Nanoscience, Biology and Computation, November 2002
- Atmospheric Radiation Measurement (ARM) Program, April 2002
- Non-GPS Methods of Geolocation, Januar 2002
- Biofutures, (Juni 2001)
- Spintronics, (Februar 2001)
- Advantage of Base-Line Redundancy in Sparse Apertures, (September 2000)
- Space Infrastructure for 2020, (September 2000)
- Imaging Infrared Detectors II, (Juni 2000)
- Molecular Electronics: Interfacing the Nano- and Micro-Worlds, (Mai 2000)
- Power Sources for Ultra Low Power Electronics, (Juni 2000)
- LEO: Small-Payload Launch Options, (Januar 2000)
- Data Mining and the Human Genome (Januar 2000)
- Primary Performance Margins (Dezember 1999) (unclassified introduction)
- System-Level Flight Tests, (Dezember 1999)
- Remanufacture (of Nuclear Weapons), (Oktober 1999)
- Army Battlefield Communications (September 1999)
- Characterization of Underground Facilities (April 1999)
- Non-destructive Evaluation and Self-Monitoring Materials (April 1999)
- Electro Thermal Chemical Gun Technology Study (März 1999)
- Small Unit Operations (Juni 1998)
- Signatures of Aging Revisited (März 1998)
- Signatures of Aging [of nuclear weapons] (Januar 1998)
- Counterproliferation (Januar 1998)
- High Energy Density Explosives (Oktober 1997)
- Human Genome Project (Oktober 1997)
- Small Scale Propulsion: Fly on the Wall, Cockroach in the Corner, Rat in the Basement etc.
- Subcritical Experiments (März 1997)
- Quantum Computing (Juli 1996)
- Inertial Confinement Fusion (ICF) Review (März 1996)
- DNA Computing (Oktober 1995)
- Nuclear Testing: Summary and Conclusions (August 1995)
- Microsurveillance of the Urban Battlefield (Februar 1995)
- JASON Global Grid Study (Juli 1992)
- Small Satellites (August 1991)
- Verification Technology: Unclassified Version (Oktober 1990)
- Neutrino Detection Primer (März 1988)
- The Long Term Impact of Atmospheric Carbon Dioxide on Climate (1979) JSR-78-07
- Sonic Boom Report (November 1978)
- Laser Propulsion Study (Sommer 1977)
- Tactical Nuclear Weapons in Southeast Asia (März 1967)

Nach den Erinnerungen von Matthew Sands war JASON in den 1960er Jahren auch umfangreich in der Bewertung der Ideen von Nicholas Christofilos involviert (z. B. Operation Argus).